# 維克·菲斯
維克·菲斯（英語：Vic Firth），美國的音樂家，也是製造敲擊樂器及鼓棍的公司Vic Firth Company的創始人。

## 職業生涯
1930年6月2日，維克·菲斯於美國馬薩諸塞州溫徹斯特出生。他在緬因州的桑福德長大，並從桑福德高中畢業。作為成功的小號演奏家的兒子，維克•菲斯從四歲開始學習短號，後來轉為學習敲擊樂器、長號、單簧管、鋼琴及編曲。上高中時，維克·菲斯已成為一名專業敲擊樂演奏家，並在16歲時創立了一支18人的樂隊。維克·菲斯擅長演奏各種敲擊樂器，例如顫音琴，定音鼓和爵士鼓。他擁有波士頓大學新英格蘭音樂學院的學士學位和音樂榮譽博士學位。
當音樂總監查爾斯•蒙克在1952年聘請維克•菲斯為敲擊樂樂師時，維克•菲斯是該樂團最年輕的成員。從1956年到2002年，維克•菲斯在波士頓交響樂團擔任定音鼓首席。
維克•菲斯在的職業生涯中寫了幾本教學書籍，於1963年撰寫了《定音鼓獨奏》，於1967年為初級演奏者撰寫了《小鼓的演奏方法手冊I》、於1968年為中級演奏者撰寫了《小鼓的演奏方法手冊II》、於1968年亦為高級演奏者撰寫了《小鼓獨奏者》。
2015年7月26日，維克•菲斯在馬薩諸塞州波士頓的家中去世，享年85歲。

## 出版書籍
- 維克·菲斯與桑迪·費爾德斯坦的敲擊樂系列(鍵盤敲擊樂、定音鼓、小鼓及大鼓、其他敲擊樂器)[3]
- 小鼓的演奏方法(第一冊 （页面存档备份，存于）)